# Cura do Homem Cego de Nascença (El Greco, Dresden)
Cura do cego de Nascença é uma pintura da cura do cego de nascença do pintor grego El Greco, produzida em 1567 durante seu tempo em Veneza. Está agora no Palazzo della Pilotta em Parma, Itália.
Marca seu primeiro uso de um espaço marcado pela perspectiva, abandonando o estilo bizantino sem perspectiva no qual havia sido treinado. Mostra a influência marcante dos pintores venezianos Tintoretto, Ticiano e Veronese. El Greco voltou ao assunto cinco anos depois, em um trabalho agora em Parma.

## Temática
Jesus curando o cego de nascença é um dos milagres de Jesus, relatado apenas no Evangelho de João conforme descrito em João 9:1–38. 